# Językowy obraz świata
Językowy obraz świata (JOS) – centralne pojęcie językoznawstwa ukierunkowanego etnolingwistycznie (zwłaszcza słowiańskiego), powiązane fundamentalnie z lingwistyką kognitywną . Koncepcja ta ma wieloletnią historię i złożony rodowód. Początki tezy o językowym obrazie świata sięgają czasów Marcina Lutra.
- Problem ten teoretycznie i filozoficznie na gruncie nauki niemieckiej sformułował w XVIII i XIX wieku J. G. Hamann. Twierdził, że: „Język na poglądy – a poglądy na język wydają się mieć wpływ oraz że każdy język wymaga pewnego właściwego sposobu myślenia oraz realizuje określone sobie tylko charakterystyczne upodobania”[2].
- Z kolei J. G. Herder, który twierdził, że: „Każdy naród ma własny rezerwuar myśli, które się stały znakami, tym rezerwuarem jest jego język: jest to rezerwuar, do którego wnosiły swój wkład stulecia – jest to skarbiec myśli całego narodu”[3].
- Jednakże podstawowe założenia i definitywny kształt tezy o JOS sformułował W. Humboldt, twierdząc że języki są środkami do odkrywania prawd dotychczas nie poznanych, czyli charakteryzują się różnorodnością samych sposobów oglądu świata[4].
- Janusz Anusiewicz twierdzi, że JOS stanowi podsumowanie i zestawienie codziennych doświadczeń i zaakceptowanych przez wspólnotę komunikatywną norm, wartości, sposobów wartościowania oraz wyobrażeń i zestawień wobec rzeczywistości[5].
- Według Bartmińskiego „JOS jest zawartą w języku, różnie zwerbalizowaną interpretacją rzeczywistości dającą się ująć w postaci zespołu sądów o świecie. Mogą to być sądy „utrwalone” w gramatyce, słownictwie, w kliszowych tekstach np. przysłowiach, ale także sądy „presuponowane”, tj. implikowane przez formy językowe utrwalonej na poziomie społecznej wiedzy, przekonań, mitów, rytuałów.”[6]
- Renata Grzegorczykowa językowy obraz świata chce rozumieć jako: „strukturę pojęciową utrwaloną w systemie danego języka, czyli w jego właściwościach gramatycznych i leksykalnych realizującą się w języku, za pomocą tekstów wypowiedzi.”[7]
- Tokarski traktuje JOS „jako zbiór prawidłowości zawartych w związkach gramatycznych i strukturach leksyki, pokazujących różne sposoby widzenia i rozumienia świata.”[8]

Według Jerzego Bartmińskiego: pojęcie językowego obrazu świata działa w dwóch wariantach, które można sprowadzić do „podmiotowego” i „przedmiotowego” oraz podporządkować terminom „wizja świata” i „obraz świata”. Wizja jako widzenie jest czyimś spojrzeniem i zawiera w sobie podmiot patrzący. Obraz jest wynikiem czyjegoś postrzegania świata, ale całość bardziej opiera się na przedmiocie – na tym, co jest zawarte w danym języku. Można mówić o obrazie świata np. dziecka, dorosłego, człowieka „prostego” itp.
Skomplikowane są relacje między językiem a kulturą, a szczególnie między językiem a literaturą:
- Tworzywo literatury stanowi język i jego właściwości systemowe i kontekstowe, które są wykorzystywane do przedstawienia rzeczywistości i tworzenia świata przedstawionego.
- Osobiste doświadczenia twórcy i całej wspólnoty zostaje przechowane niejako w języku, czyli literatura musi znaleźć odbicie tego doświadczenia i musi także odbić ugruntowany w języku obraz świata.
- Niemożliwe jest wykreowanie rzeczywistości nie związanej z doświadczeniem. Jest to rzeczywistość przez język zawężona, ale wynikająca z istoty języka.
- Twórcy literatury są „rzemieślnikami słowa”: modyfikują i wykorzystują istniejące elementy, ale również są twórcami nowych składników.
- Literatura nie tylko korzysta z wzorców, wprowadza do kultury wzorce. Język utrwala i przechowuje doświadczenia wypracowane przez kulturę.
- Język formuje kulturę w poszczególnych wspólnotach komunikacyjnych

W istotny sposób badania językoznawców nad JOS łączą i podsumowują Marian Bugajski i Anna Wojciechowska. Uważają oni, że językowy obraz świata jest to obraz świata (lub jego część), zespół sądów, struktura pojęciowa, interpretacja rzeczywistości, centralne pojęcie, kategoria pojęciowa. Ogólnie jest to coś, co istnieje, funkcjonuje, kształtuje się poza językiem i w jakimś stopniu wchodzi w skład języka.

## Składniki językowego obrazu świata
Składniki JOS obejmują różne zjawiska. Badaczka R. Grzegorczykowa zaznacza, że na wstępie trzeba odróżnić elementy obrazu świata, które przejawiają się w pewnych własnościach gramatycznych języka od ujęcia świata w znaczeniach i łączliwości leksemów. Badania przedstawiają wiele przykładów cech gramatycznych odbijających warunki życia mówiących i wpływających na sposób widzenia świata przez nich własności gramatyczne, które są odbiciem pewnego widzenia świata mają zdecydowanie charakter historyczny. Następnie istotne dla omawianego są cechy słownictwa stanowiącego swoisty klasyfikator świata. Różny układ znaczeń leksemów zależy od stopnia uogólnienia nazywanego zjawiska, a także różnorodnego rozczłonkowania świata. Dodatkowo na językowy obraz świata składają się właściwości słowotwórcze leksemów, które ujawniają sposób ujmowania zjawisk przez mówiących. Kolejnym składnikiem jaki prezentuje badaczka są żywe motywacje słowotwórcze i semantyczne współtworzące obraz świata zawarty w języku i funkcjonujący współcześnie. Równie ważnym składnikiem są konotacje semantyczne łączone przez mówiących ze zjawiskami nazywanymi. Są to cechy kojarzone przez społeczeństwo z desygnatami nazw, utrwalone w pewnych faktach językowych (metaforach, derywatach, frazeologizmach) lub też w przypadku konotacji indywidualnych, jedynie przejawiające się w pewnej charakterystycznej łączliwości (np. osoby wiążące z pewnymi zjawiskami cechy negatywne nie będą używały ich nazw w połączeniu z wykładnikami ocen pozytywnych).